# UW IMAP
Der UW IMAP Server ist die Referenz-Server-Implementation des IMAP-Protokolls. Sowohl der Request for Comments (RFC) 3501 als auch der UW IMAP stammen von Mark Crispin.
Im Gegensatz zu anderen Server-Implementierungen wurde viel Wert darauf gelegt, kompatibel mit bestehenden Mailbox-Formaten zu sein. Der Server entstand im November 1990.
UW IMAP setzt auf die Programmbibliothek c-client, die auch bei Alpine und bei Pine eingesetzt wird.
C-client unterstützt folgende Mailbox-Formate: mbox, MIX, mbx, MMDF, tenex, mtx, mh, mx und Usenet news spool und folgende Internet-Protokolle: IMAP, POP3, NNTP und SMTP.
Am 4. August 2008 hat das Alpine Team der University of Washington verkündet, seine Bemühungen von der direkten Entwicklung zu einer Beratungs- und Koordinierungsfunktion zu verschieben, um die Beiträge aus der Entwickler-Community zu integrieren („shift our effort from direct development into more of a consultation and coordination role to help integrate contributions from the community.“).
Darauf startete Mark Crispin einen Fork namens Panda IMAP.